# Kimarco
Kimarco o Kimmaco (fl. VII-VI secolo a.C.) fu un leggendario sovrano della Britannia, menzionato da Goffredo di Monmouth.
Era figlio di Sisillio I e sul trono gli succedette Gorboduc.